# Heinrich Bernhard Carl Küchler
Heinrich Bernhard Carl Küchler (* 26. Januar 1807 in Münden; † 13. Mai 1868 in Frankfurt am Main) war ein Kaufmann und Politiker der Freien Stadt Frankfurt.

## Leben
Küchler lebte als Kaufmann in Frankfurt am Main. Seine Firma handelte in ausländischen Hölzern und Furnieren. Von 1854 bis 1861 und erneut von 1875 bis 1878 war er Mitglied der Frankfurter Handelskammer.
Er war von 1861 bis 1862 Mitglied und von 1861 bis 1862 Vizepräsident des Gesetzgebenden Körper der Freien Stadt Frankfurt. Daneben gehörte er von 1857 bis zum Ende der Freien Stadt 1866 der Ständigen Bürgerrepräsentation der Freien Stadt Frankfurt an.